# 杜度·格連
路爾斯·伊度亞度·查保·格連·紐尼斯（Luis Eduardo "Dudu" Chebel Klein Nunes，簡稱杜度，1990年4月17日－），生於巴西里貝朗普雷圖，香港巴西裔職業足球運動員，司職防守中場或中堅，現時效力香港超級聯賽球會理文。

## 球會生涯
杜度生於巴西里貝朗普雷圖，出自巴西著名球會山度士青訓，曾在巴西與香港飛馬中場利馬做過隊友，於2011年獲提升上山度士一隊，不過在沒有上陣機會下外借至馬西利奧天馬，一年後正式加盟球隊。在2013年1月加盟巴西聖保羅州聯賽球隊雷森迪，直至2015年7月轉會到同一聯賽球隊巴西紅牛，於2016年1月加盟彭拿保蘭斯。2016年7月加盟香港超級聯賽升班馬球隊和富大埔， 於2017年1月8日主場以3–0擊敗理文流浪的聯賽，加盟後的首個入球。於2017年5月3日正選上陣，為和富大埔奪得當屆的菁英盃冠軍。
2018/19球季，杜度協助和富大埔奪得2018–19球季聯賽的冠軍寶座，亦是歷史上球會及區隊首次奪得香港頂級足球聯賽冠軍。
2020年，杜度曾短暫加盟富力R&F。
2021年2月，杜度以自由身加盟東方龍獅。
2021/22球季，杜度加盟冠忠南區。
2023年6月，杜度加盟理文。

## 國際賽生涯
2024年2月14日，杜度成功領取香港護照，可以以本地球員身份出戰港超，並可代表港隊。
2024年12月8日，杜度在EAFF E-1東亞足球錦標賽外圍賽對蒙古的比賽中首次代表香港出戰國際賽事。12月17日，杜度在對關島的比賽中打入了他的第一個國際賽進球。

## 榮譽
和富大埔
- 香港菁英盃冠軍（2016–17季度）
- 香港超級聯賽冠軍（2018–19季度）

冠忠南區
- 香港菁英盃冠軍（2022–23季度）

理文
- 香港超級聯賽冠軍（2023–24季度）

## 外部連結
- 香港足球總會網頁球員註冊資料 （页面存档备份，存于）
- Soccerway （页面存档备份，存于）
- Transfermarkt （页面存档备份，存于）